# Dicranum johannis-meyeri
Dicranum johannis-meyeri là một loài rêu trong họ Dicranaceae. Loài này được Müll. Hal. mô tả khoa học đầu tiên năm 1888.